# East Asia Anti-Japan Armed Front
Die East Asia Anti-Japan Armed Front (jap. 東アジア反日武装戦線, Higashi Ajia Hannichi Busō Sensen) war eine kommunistische japanische Terrororganisation von 1972 bis 1975, die in den 1970er Jahren terroristische Anschläge auf Unternehmen verübte, wie zum Beispiel den Anschlag auf Mitsubishi Heavy Industries 1974, bei dem acht Menschen getötet und 378 verletzt wurden.
Sie wurde 1972 gegründet und vertrat eine kommunistische antijapanische Ideologie mit anarchistischen Zügen. Die EAAJAF betrachtete das Japanische Kaiserreich als das „perfekte Übel“ und verurteilte den Pazifikkrieg als einen von Japan begangenen „Angriffskrieg“. Im Jahr 1971 hatte die Vorgängerorganisation der EAAJAF mit einer Kampagne nicht tödlicher Bombenanschläge gegen den japanischen Staat begonnen, bei der insbesondere Symbole zum Ziel wurden, die mit dem japanischen Imperialismus in Verbindung gebracht wurden. Um 1974 eskalierte die Kampagne der EAAJAF und es wurde zunehmend Gewalt eingesetzt.
Am 14. August 1974 versuchte die EAAJAF, eine Brücke zu sprengen, über die der königliche Zug von Kaiser Hirohito fuhr. Der Anschlag schlug fehl, da ein Mitglied kurz vor der Aktion erkannt wurde. Am folgenden Tag versuchte Mun Se-gwang, ein koreanisch-japanisches Mitglied der Ch’ongryŏn und einer linksextremen militanten Organisation mit Verbindungen zur EAAJAF, den südkoreanischen Präsidenten Park Chung-hee zu ermorden. Obwohl es Mun nicht gelang, Park zu töten, verschlechterte der Angriff die ohnehin fragilen Beziehungen zwischen Japan und Südkorea und ermutigte die sogenannte Wolf-Zelle der EAAJAF, weitere terroristische Bombenanschläge zu verüben, um ihre Solidarität mit Mun auszudrücken. Ziel des Anschlags wurde die Firma Mitsubishi Heavy Industries, ein großer japanischer Konzern, der Militärwaffen herstellte, die später von den Vereinigten Staaten Anfang der 1970er Jahre im Vietnamkrieg gegen Nordvietnam eingesetzt wurden.
Ein Mitglied dieser Organisation war Satoshi Kirishima (jap. 桐島聡, Kirishima Satoshi). Kirishima wurde Anfang Januar 2024 unter dem Namen „Hiroshi Uchida“ in einem Krankenhaus der Stadt Kamakura aufgenommen und enthüllte wenig später, kurz vor seinem Krebstod am 29. Januar 2024, seine wahre Identität, die er jahrzehntelang verheimlichen konnte. Er hatte 40 Jahre lang unter falschem Namen in der Stadt Fujisawa am westlichen Stadtrand Tokios gelebt. Seine Identität wurde am 27. Februar 2024 durch eine DNA-Analyse bestätigt.

## Terroranschläge
- 30. August 1974: Anschlag auf die Mitsubishi-Heavy-Industries-Zentrale in Tokio. 8 Tote, 378 Verletzte.
- 2. März 1976: Anschlag auf das Präfekturbüro von Hokkaido in Sapporo. 2 Tote, 85 Verletzte.[4]